# Xinhua (socken i Kina, Guizhou)
Xinhua (kinesiska: 新华, 新华乡) är en socken i Kina. Den ligger i provinsen Guizhou, i den sydvästra delen av landet, omkring 120 kilometer väster om provinshuvudstaden Guiyang. Antalet invånare är 19015. Befolkningen består av 9 114 kvinnor och 9 901 män. Barn under 15 år utgör 32 %, vuxna 15-64 år 59 %, och äldre över 65 år 8,0 %.